# 下朗根埃格
下朗根埃格（德语：Unterlangenegg）是瑞士的城鎮，位於該國中西部，由伯恩州負責管轄，面積6.81平方公里，七成土地是農業用地，海拔高度831米，2011年人口899，人口密度每平方公里132人。